# Margaret Brotherton, Duchess of Norfolk
Margaret Brotherton, Duchess of Norfolk (auch Margaret Marshal) (* um 1320; † 24. März 1399) war eine englische Magnatin. Als erste Engländerin wurde sie aus eigenem Recht zur Duchess erhoben. Sie war ein gutes Beispiel, wie eine Witwe, die ihren Mann um lange Zeit überlebte, aufgrund des Erbrechts das Schicksal ihrer Verwandten beeinflussen konnte.

## Herkunft
Margaret Brotherton entstammte einer Nebenlinie des englischen Königshauses Plantagenet. Sie war die älteste Tochter des Thomas of Brotherton, 1. Earl of Norfolk, aus dessen erster Ehe mit Alice (de) Hales († um 1330). Ihr Vater war der älteste Sohn des englischen Königs Eduard I. aus dessen zweiter Ehe mit Margarethe von Frankreich.

## Ehen und Aufbau eines umfangreichen Landbesitzes
Um 1335 wurde Margaret mit John Segrave, 4. Baron Segrave, verheiratet. Nach dem Tod ihres Vaters 1338 erhielt ihre Stiefmutter Mary de Brewes ein Wittum aus dessen Besitzungen, die übrigen Besitzungen erbte Margaret zusammen mit ihrer Schwester Alice, da ihr Bruder Edward bereits 1337 kinderlos gestorben war. Um 1350 wollte Margaret jedoch nach Rom reisen, um den Papst um eine Auflösung ihrer Ehe zu bitten. Da sie für diese Reise jedoch keine Erlaubnis hatte, wurde sie an der Ausreise aus England gehindert. Somit wurde ihre Ehe nicht aufgelöst, doch ihr Mann starb im April 1353. Vermutlich 1354 heiratete Margaret in zweiter Ehe Walter Mauny, 1. Baron Mauny, einen verdienten Militär und ehemaligen Gefolgsmann ihres Vaters. Da sie ohne Erlaubnis des Königs geheiratet hatten, wurden ihre Ländereien beschlagnahmt. Sie erhielt sie vor dem 30. Mai 1354 zurück, doch sie wurde selbst in ehrenvoller Haft in Somerton Castle in Lincolnshire festgehalten. Am 6. Juni 1354 erhielt sie zusammen mit ihrem Mann die Aufforderung, sich vor dem König zu verantworten, und 1355 wurde sie schließlich vom König begnadigt. Nach dem Tod ihres zweiten Mannes 1372 heiratete sie nicht erneut und widmete sich der Verwaltung ihrer umfangreichen Besitzungen. Ihr Mann hinterließ ihr ein stattliches Vermögen und umfangreiche Besitzungen, dazu verwaltete sie für ihre Tochter Elizabeth das Segrave-Erbe. Als ihre Stiefmutter Mary de Brewes um 1361 starb, erhielt sie als Miterbin ihres Vaters die Hälfte von deren Wittum. 1375 starb Joan Ufford, die letzte Tochter ihrer verstorbenen Schwester Alice, kinderlos, und nach dem Tod von deren Mann William Ufford, 2. Earl of Suffolk 1382 erbte Margaret den Anteil ihrer Schwester am Erbe ihres Vaters, so dass sie nun dessen alleinige Erbin war. Zum Erbe ihrer Schwester hatte Framlingham Castle in Suffolk gehört, das nun ihr Hauptwohnsitz wurde. Nach dem Tod ihrer Tochter Anne Hastings, Countess of Pembroke, 1384 verwaltete sie das Hastings-Erbe für ihren minderjährigen Enkel John Hastings, 3. Earl of Pembroke.

## Verwaltung ihres Besitzes
Margaret kümmerte sich aktiv und einfallsreich um die Verwaltung ihres umfangreichen Besitzes. Ihre Ländereien lagen allerdings weit zerstreut, was eine effektive Verwaltung behinderte. Deshalb beklagte ihr Cousin König Eduard III. 1371, dass sie ihre Besitzungen in Irland nicht ausreichend gegen Angriffe von irischen Rebellen verteidigen würde. Margaret beauftragte daraufhin ihren Schwiegersohn Pembroke mit der Verwaltung ihrer Besitzungen in Irland und 1372 mit der Verwaltung der walisischen Herrschaft Chepstow. Pembrokes früher Tod 1375 zwang Margaret, erneut selbst die Verwaltung dieser Gebiete zu übernehmen. 1377 wurde sie aufgefordert, die Befestigungen von Chepstow Castle und 1388 die von Pembroke Castle zu überprüfen. Zwischen 1373 und 1390 behaupteten andere Barone mehrfach, Anspruch auf Teile ihrer Besitzungen zu haben. Margaret ließ daraufhin ihre Besitzansprüche von Kommissionen überprüfen, die ihre Ansprüche jeweils bestätigten. In den 1370er Jahren gab es häufig Beschwerden, dass sie für die Ländereien aus dem Hastings-Erbe fälligen Pachten nicht weiterleiten würde, und nach ihrem Tod wurden ihre Testamentsvollstrecker ermächtigt, die offenen Gehälter ihrer Bediensteten zu bezahlen. Ein Jahr später zahlten ihre Testamentsvollstrecker £ 200 als Entschädigungen für von Margarets Beamten zu Unrecht eingetriebene Forderungen.

## Ansprüche auf die Ämter und Titel ihres Vaters

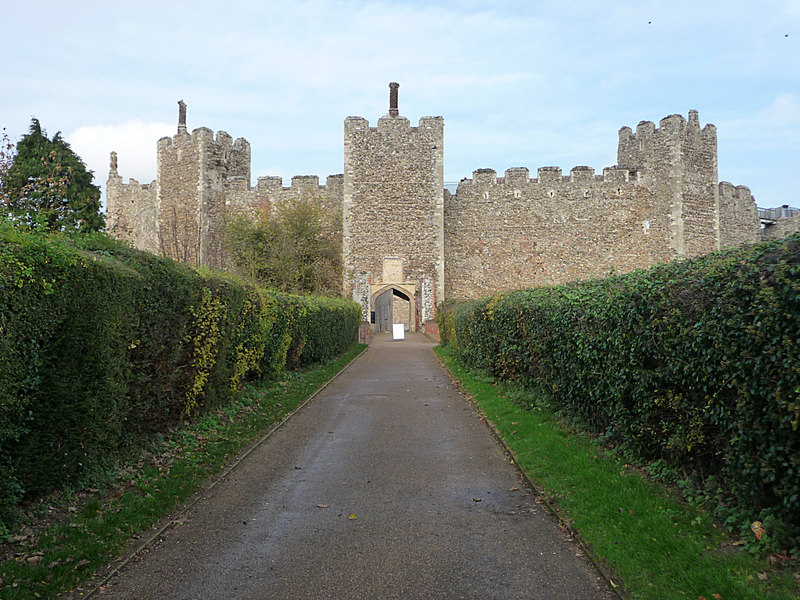
Framlingham Castle, das zum Hauptwohnsitz von Margaret Brotherton wurde

Als Enkelin von Eduard I. und als vermögende Landbesitzerin trat Margaret selbst- und statusbewusst auf. Ihr Vater hatte das Erbamt des Earl Marshal of England innegehabt, weshalb Margaret sich als Countess Marshal betitelte, obwohl sie als Tochter keinen Anspruch darauf hatte. Dennoch beanspruchte sie 1377 bei der Krönung von Richard II. vergeblich, dass Stellvertreter für sie dieses Amt ausübten. Seit 1347 beanspruchte sie das Gut von Hampstead Marshall, das dem jeweiligen Amtsinhaber des Marshal-Amtes zustand, und 1382 verlangte sie von dem König 3000 Mark für Schulden, die Eduard I. und Eduard II. angeblich noch bei ihrem Vater gehabt hatten. Keine dieser dreisten Forderungen wurde jedoch stattgegeben. Als alleinige Erbin ihres Vaters beanspruchte sie ab 1382 dem Titel Countess of Norfolk, obwohl keiner ihrer beiden Ehemänner diesen Titel geführt hatten. Schließlich akzeptierte die Krone diesen Anspruch, als sie am 29. September 1397, am selben Tag, an dem ihr Enkel Thomas Mowbray zum Duke of Norfolk erhoben wurde, auf Lebenszeit zur Duchess of Norfolk erhoben wurde.

## Kontakte zu anderen Adligen und Lebensstil
Obwohl Margaret sich vom Königshof fernhielt, blieb sie mit mehreren Angehörigen des Hochadels in Verbindung. Mit John of Gaunt tauschte sie regelmäßig Neujahrsgeschenke aus, und dessen Sohn Henry Bolingbroke schickte zeitweise seinen jüngeren Sohn John nach Framlingham Castle, wo er in der Obhut von Margaret erzogen wurde. Thomas de Beauchamp, 12. Earl of Warwick schenkte sie eine Kreuzreliquie, die zuvor ihrem Großvater Eduard I. gehört hatte, und Richard Fitzalan, 11. Earl of Arundel, bedachte sie in seinem Testament, obwohl sie nicht blutsverwandt waren.
Margarets ziemlich verschwenderischer Lebensstil ist durch ihre erhaltenen Abrechnungen belegt. Aus ihren Besitzungen hatte sie in den 1390er Jahren jährliche Einkünfte von fast £ 3000. Im Gegenzug zu anderen wohlhabenden Witwen ihrer Zeit war sie dabei keine großzügige Stifterin zugunsten von Klöstern. Ihre einzige größere Schenkung betrug 350 Mark zugunsten eines neuen Chorgestühls für die Kirche der Franziskanerniederlassung in Greenwich bei London, wo sie auch begraben wurde.

## Nachkommen und Erbe
Mit ihrem ersten Mann John Segrave hatte Margaret zwei Kinder:
- John Segrave († vor 1353);
- Elizabeth Segrave (1338–vor 1368) ⚭ John Mowbray, 4. Baron Mowbray;
- Anne Segrave († 1377), Äbtissin von Barking, Essex.

Mit ihrem zweiten Mann Walter Mauny hatte Margaret zwei weitere Kinder:
- Thomas Mauny († vor 1372);
- Anne Mauny († 1384) ⚭ John Hastings, 2. Earl of Pembroke.

Ihr Sohn aus ihrer ersten Ehe starb als Kind, ihr Sohn aus zweiter Ehe ertrank bei einem Unfall in einem Brunnen in Deptford. Ihr rechtmäßiger Haupterbe war ihr Enkel Thomas Mowbray, 1. Duke of Norfolk, der älteste überlebende Sohn ihrer Tochter Elizabeth. Bei ihrem Tod lebte dieser jedoch als Gegner von Richard II. im Exil. Zwar hatte er das Recht erhalten, auch während seines Exils Erbschaften in England anzunehmen, doch vier Tage nach Margarets Tod hob der König dieses Recht auf. Damit fielen ihre umfangreichen Besitzungen an den König.